# Simone Babbo
Simone Babbo (San Donà di Piave, 25 gennaio 1973) è un ex rugbista a 15 italiano, di ruolo terza linea ala o estremo.
Milita in massima serie con la maglia del San Donà con cui raccoglie 287 presenze (33° nella classifica di tutti i tempi) e 650 punti.
In nazionale raccoglie un'unica presenza il 2 marzo 1996 nella vittoria contro la Portogallo in Coppa FIRA 1995-1997, mettendo a segno 2 mete.